# St Martin in the Bull Ring

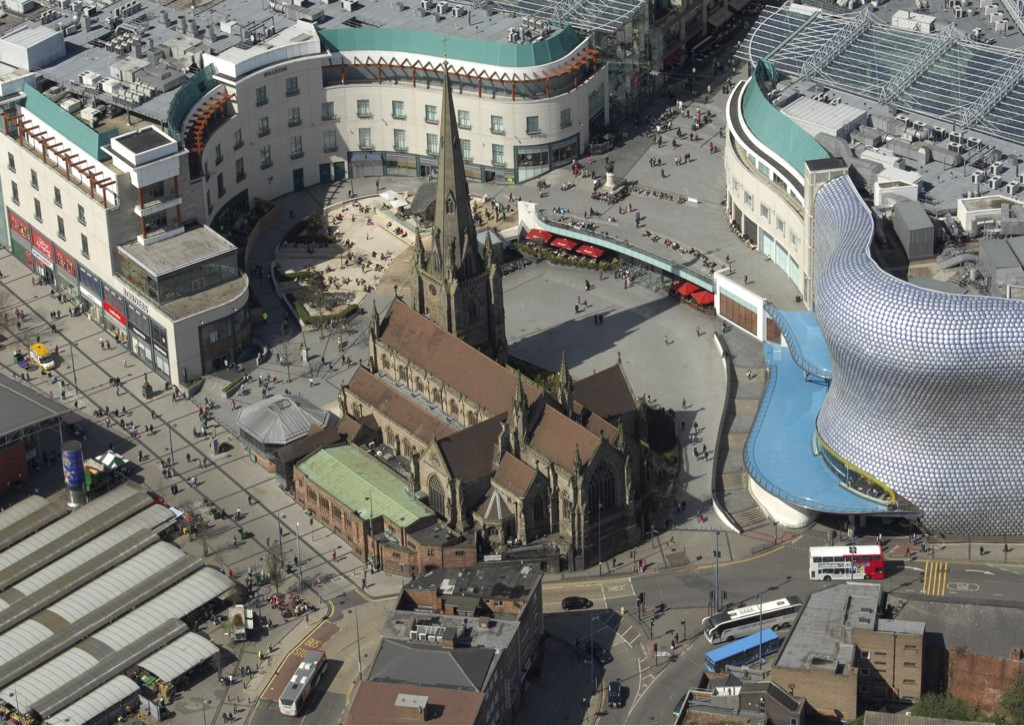
Luftbild der Innenstadt von Birmingham

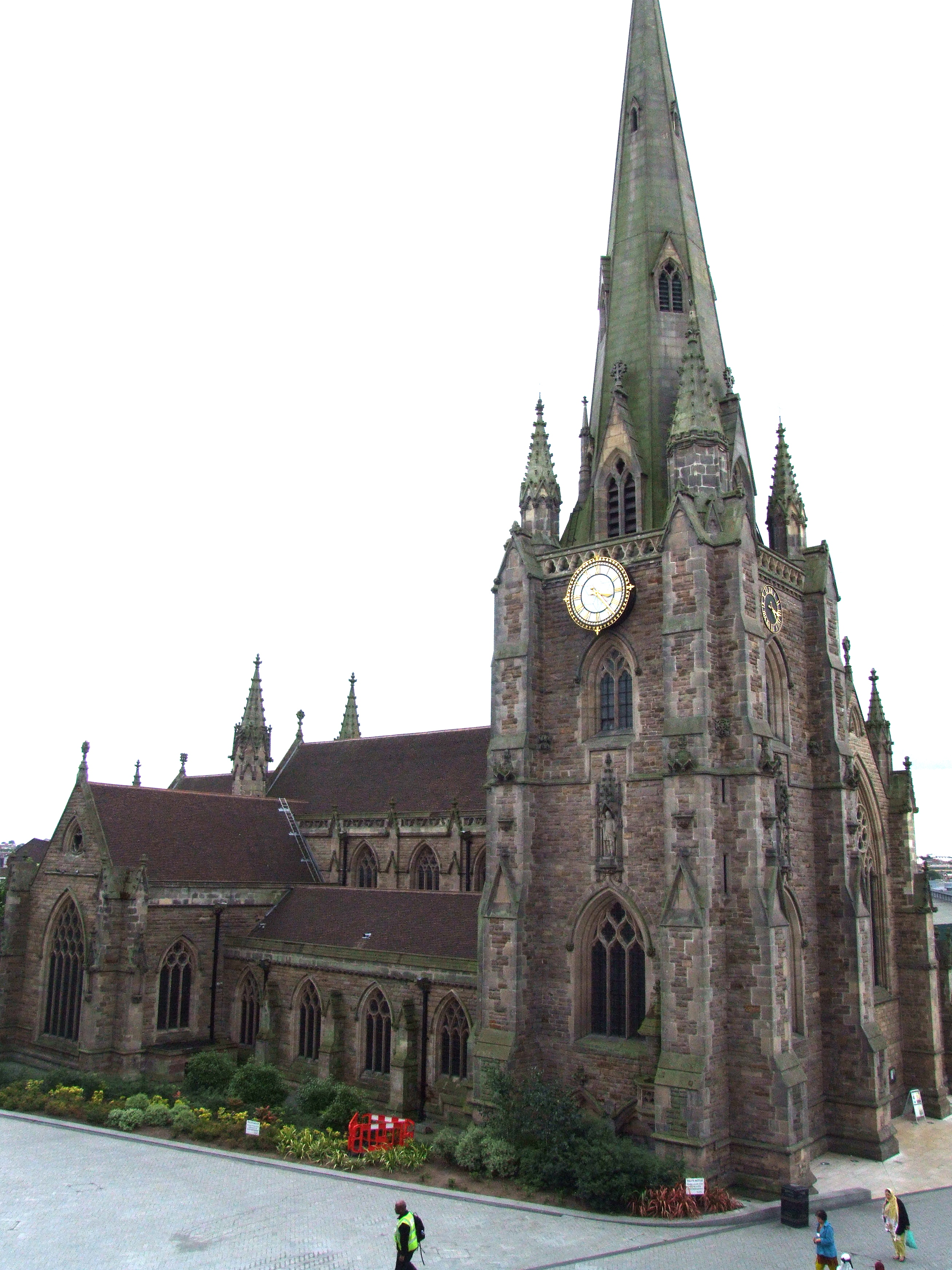
St Martin in the Bull Ring

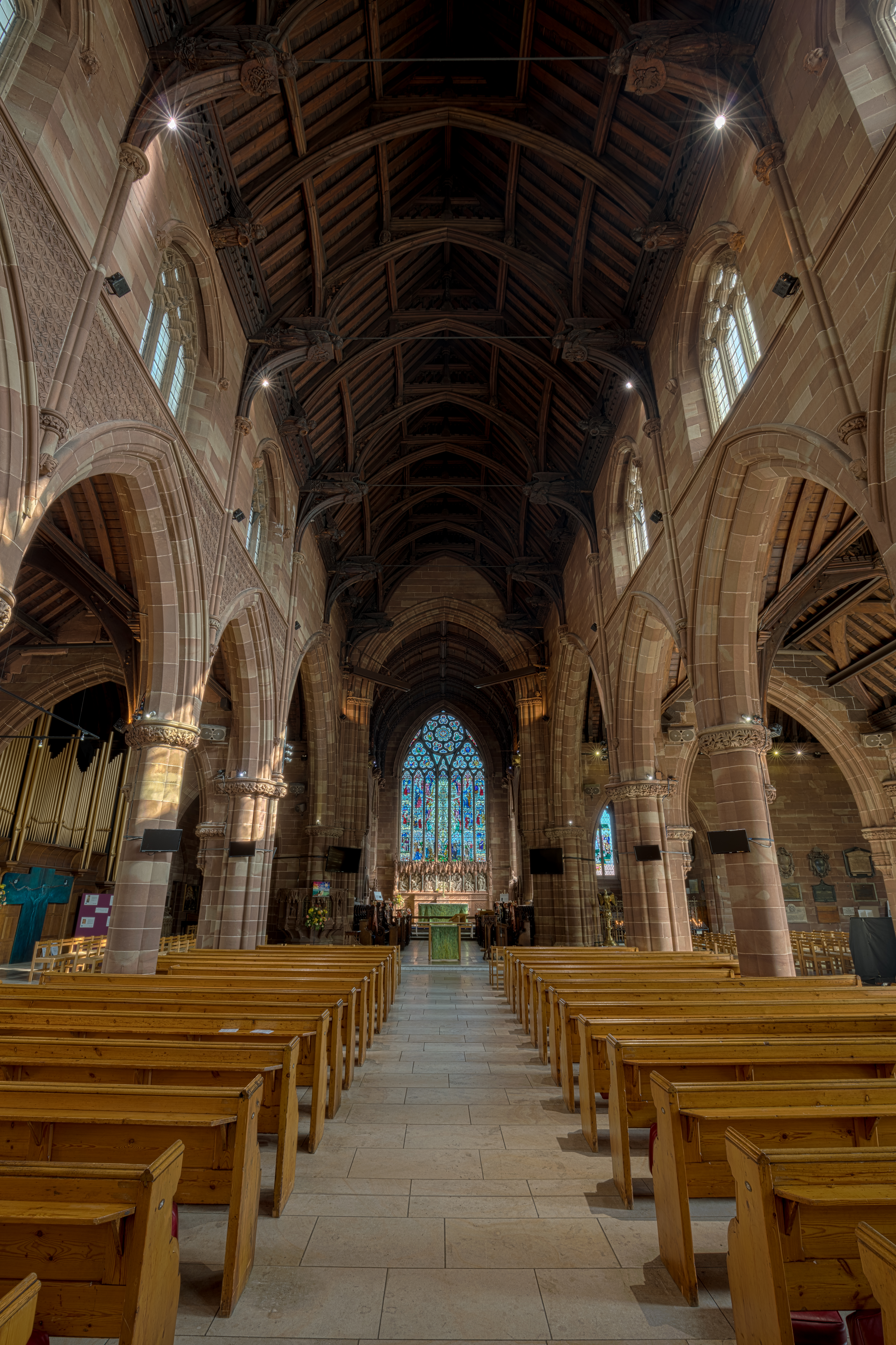
Langhaus und Chor

Die zur Church of England gehörige Pfarrkirche St Martin in the Bull Ring in der mittelenglischen Millionenstadt Birmingham steht unter dem Patrozinium des hl. Martin von Tours; der neugotische Kirchenbau ist als Grade-II*-Bauwerk eingestuft und ist Mitglied des Major Churches Network. Der Name bezieht sich auf die bis ins frühe 19. Jahrhundert in unmittelbarer Nähe stattfindenden Kämpfe zwischen Stieren und Hunden (bull baiting).

## Lage
Die ehemalige Industriemetropole Birmingham liegt etwa 180 km (Fahrtstrecke) nordwestlich von London in einer Höhe von ca. 125 m. Die Kirche liegt inmitten der von Neubauten geprägten Innenstadt.

## Geschichte
Erstmals wird im Jahr 1263 eine Kirche an gleicher Stelle erwähnt; diese wurde im Lauf der Zeit immer wieder vergrößert. Im Jahr 1873 wurde die alte Kirche bis – mit Ausnahme des Glockenturms und seinem Spitzhelm – abgerissen. Der Architekt J. A. Chatwin erhielt den Auftrag zum Neubau im neugotischen Stil. Im Zweiten Weltkrieg wurde die Kirche durch deutsche Fliegerbomben beschädigt; alle Fenster wurden zerstört.

## Architektur
Der im Lauf seines Bestehens mehrfach veränderte Spitzhelm hat eine Höhe von 61 m. Der ca. 47 m lange, 32 m breite und im Innern maximal 18 m hohe Kirchenraum ist dreischiffig und basilikal angelegt; überdies hat die Kirche ein Querhaus. Alle Teile haben Holzdecken. Langhaus und Chorbereich sind optisch durch einen Triumphbogen voneinander getrennt.